# Фриз (проток)
Фриз е проток в Тихи океан, отделящ остров Уруп от Итуруп. Свързва Охотско море и Тихи океан. Той е един от големите протоци в Курилската верига.
Дължината му е около 30 km, минималната ширина е 40 km, максималната дълбочина надвишава 1300 m. Бреговете са стръмни и скалисти. Солеността на водата в протока е от 33 до 34,3‰. Площата му е 17,85 км² (9,2 % от общата площ на Курилските протоци).
В протока пада вода от един от най-високите водопади в Русия Иля Муромец.
Средното ниво на прилива по бреговете му е 1 m.
Протокът е наречен в чест на холандския изследовател де Фриз. Той е първият европеец изследвал протока още през 1643 г.
В периода 1855 – 1875 г. тук е преминавала границата между Русия и Япония. Бреговете му са ненаселени. Намира се в акваторията на Сахалинска област.